# Julie Smeets
Julie Smeets (10 april 1997) is een Belgisch volleybalster. Ze speelt als middenaanvalster en diagonaal. 

## Levensloop
Na haar studies aan de Topsportschool Vilvoorde ging Smeets aan de slag bij VC Oudegem. Vervolgens maakte ze de overstap naar Optima Lendelede en later VDK Gent. Sinds 2023 komt ze opnieuw uit voor VC Oudegem.